# Campionati del mondo di ciclocross 2022 - Gara maschile Under-23
La gara maschile Under-23 dei Campionati del mondo di ciclocross 2022, ventisettesima edizione della prova, si svolse il 29 gennaio 2022 con partenza ed arrivo da Fayetteville, negli Stati Uniti, su un percorso iniziale di 100 mt più un circuito di 3,1 km da ripetere 7 volte per un totale di 21,8 km. La vittoria fu appannaggio del belga Joran Wyseure, il quale terminò la gara in 49'21", precedendo i connazionali Emiel Verstrynge e Thibau Nys terzo.
I corridori che presero il via furono 41, dei quali tutti completarono la gara.

## Squadre partecipanti
| N.    | Cod. | Squadra       |
| ----- | ---- | ------------- |
| 1-3   | NLD  | Paesi Bassi   |
| 4-9   | BEL  | Belgio        |
| 10-11 | GBR  | Gran Bretagna |
| 12-15 | SUI  | Svizzera      |
| 16-18 | FRA  | Francia       |
| 19-21 | ITA  | Italia        |
| 24    | DEN  | Danimarca     |
| 25-26 | CZE  | Rep. Ceca     |

| N.    | Cod. | Squadra     |
| ----- | ---- | ----------- |
| 28-29 | ESP  | Spagna      |
| 30-35 | USA  | Stati Uniti |
| 38-39 | IRL  | Irlanda     |
| 40    | GER  | Germania    |
| 41-42 | MEX  | Messico     |
| 43-47 | CAN  | Canada      |
| 48    | SWE  | Svezia      |

## Ordine d'arrivo (Top 10)
| Pos. | Corridore        | Squadra     | Tempo   |
| ---- | ---------------- | ----------- | ------- |
| 1    | Joran Wyseure    | Belgio      | 49'21"  |
| 2    | Emiel Verstrynge | Belgio      | a 13"   |
| 3    | Thibau Nys       | Belgio      | a 33"   |
| 4    | Mees Hendrikx    | Paesi Bassi | s.t.    |
| 5    | Cameron Mason    | Regno Unito | s.t.    |
| 6    | Ryan Kamp        | Paesi Bassi | a 38"   |
| 7    | Niels Vandeputte | Belgio      | a 40"   |
| 8    | Pim Ronhaar      | Paesi Bassi | a 1'15" |
| 9    | Gerben Kuypers   | Belgio      | a 1'32" |
| 10   | Jente Michels    | Belgio      | a 1'37" |